# Aramaistik
Aramaistik ist die Philologie, die die Untersuchung des Aramäischen betreibt. Manchmal wird sie auch als Syrologie bezeichnet, da die aramäische syrische Sprache eine besonders reichhaltige Literatur hervorgebracht hat, noch heute gesprochen wird und daher meist im Zentrum der Forschung steht.
In der Regel ist Aramaistik in Deutschland kein eigenes Studienfach; weltweit haben nur wenige Universitäten spezielle Aramaistik-Lehrstühle. Aramaistik wird deshalb oft mit Semitistik, Hebraistik oder Judaistik, seltener auch mit Arabistik zusammengefasst.
Die Aramaistik bzw. Aramäisch spielt auch eine wesentliche Rolle in den Altertumswissenschaften sowie Religionswissenschaften, da Aramäisch einerseits mit den ausgestorbenen semitischen Sprachen der Akkader, Assyrer, Babylonier, Kanaanäer und Amurriter verwandt ist, andererseits auch galiläisches Westaramäisch als die Muttersprache Jesu und seiner Jünger gilt. Auch einige Abschnitte des Tanach/Alten Testaments und große Teile des rabbinischen Schrifttums sind in Aramäisch verfasst, und die syrische Sprache war in der Spätantike nach Griechisch und Latein die wichtigste Literatursprache im Imperium Romanum.
Oftmals wird bei der wissenschaftlichen Beschäftigung mit Formen (Dialekten) und Entwicklungsphasen der aramäischen Sprache zwischen Aramaistik und Neuaramaistik unterschieden.